# 로스비타 크라우제

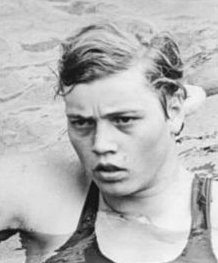
크라우제, 1968년

로스비타 크라우제(Roswitha Krause, 1929년 11월 3일~)은 은퇴한 독일의 자유형 수영 선수이자 핸드볼 선수이다. 그녀는 두 가지 종목에서 하계 올림픽 메달을 획득한 최초의 여성 선수이다.
크라우스는 1968년 멕시코 하계 올림픽 4×100m 자유형 계영에서 은메달을 획득했다.
이후 핸드볼에 집중하여 1976년 몬트리올 올림픽과 1980년 모스크바 올림픽에서 동독 대표팀으로 각각 은메달과 동메달을 획득했고, 1975년과 1978년 두 차례의 세계 타이틀과 세 차례의 유럽 선수권을 획득했다. 한편 그녀는 1970년대 후반까지 수영 국가대표 자격을 유지했다.
수영을 시작한 것은 어깨 상태를 개선하기 위한 의사의 권유 때문이었지만, 그녀는 항상 구기 종목인 핸드볼이나 축구를 좋아했다. 1970년 핸드볼 훈련을 시작했고, 약 1년 동안 매주 수영과 핸드볼을 병행했다. 그 후 핸드볼에 집중했고 1973년에는 국가 대표팀의 일원이 되었다. 1980년 올림픽 이후 은퇴하여 훔볼트 대학교에서 핸드볼과 수영 코치를 맡았다.